# Щурівчики
Щурі́вчики — село в Україні, у Ізяславській міській громаді Шепетівського району Хмельницької області. Населення становить 246 осіб (2001), в 2011 році — 210 осіб.

## Географія
Через село тече річка Луб'яхівка, права притока Горині.

## Історія
У 1906 році село Михнівської волості Ізяславського повіту Волинської губернії. Відстань від повітового міста 11 верст, від волості 11. Дворів 184, мешканців 636.
Протягом 1907–1917 років село у складі Заславського ключа Заславського майорату князів Санґушків.
7 (20) листопада 1917 року, відповідно до Третього Універсалу Української Центральної Ради, увійшло до складу Української Народної Республіки.
12 червня 2020 року, відповідно до розпорядження Кабінету Міністрів України № 727-р «Про визначення адміністративних центрів та затвердження територій територіальних громад Хмельницької області», увійшло до складу Ізяславської міської територіальної громади.
19 липня 2020 року, в результаті адміністративно-територіальної реформи та ліквідації Ізяславського району, село увійшло до складу новоутвореного Шепетівського району.

## Населення

### Мова
Розподіл населення за рідною мовою за даними перепису 2001 року:
| Мова            | Кількість | Відсоток |
| --------------- | --------- | -------- |
| українська      | 241       | 97.97%   |
| російська       | 4         | 1.63%    |
| інші/не вказали | 1         | 0.40%    |
| Усього          | 246       | 100%     |